# 处州
处州，隋朝时设置的州，在今浙江省境内，辖区大部分属今丽水市，另有小部分今属金华市武义县。
开皇九年（589年）置处州，因“处士星见于分野”而得名，开皇十二年（592年）改括州。后改为永嘉郡。唐朝建立后，天下改郡为州，仍为括州。天宝元年（742年），天下改州为郡，为缙云郡。至德三年（758年），天下改郡为州，是为括州。大历十四年（779年），更名处州。下辖六县：丽水县、松阳县、缙云县、青田县、遂昌县、龙泉县。五代时，为吴越国所据。下辖六县：丽水县、缙云县、青田县、白龙县、遂昌县、龙泉县。吴越纳土归宋后，入宋版图，仍为六县。南宋庆元三年（1197年），分龙泉县松源乡置县，以年号命名，即庆元县。元朝至元十三年（1276年），为处州路。
| 隋代行政区划变遷 | 隋代行政区划变遷                   | 隋代行政区划变遷            | 隋代行政区划变遷 | 隋代行政区划变遷 | 隋代行政区划变遷                          |
| 区划             | 開皇元年                           | 開皇元年                    | 開皇元年         | 区划             | 大業3年                                   |
| ---------------- | ---------------------------------- | --------------------------- | ---------------- | ---------------- | ----------------------------------------- |
| 州               | 東揚州                             | 東揚州                      | 東揚州           | 郡               | 永嘉郡                                    |
| 郡               | 永嘉郡                             | 臨海郡                      | 章安郡           | 县               | 括蒼县 永嘉县 安固县 松陽县 臨海县 始丰县 |
| 县               | 永寧县 安固县 松陽县 樂成县 横陽县 | 臨海县 樂安县 寧海县 始丰县 | 章安县           | 县               | 括蒼县 永嘉县 安固县 松陽县 臨海县 始丰县 |

| 唐朝处州辖县 | 唐朝处州辖县                                                 |
| ------------ | ------------------------------------------------------------ |
| 779年        | 括苍县（改为丽水县）、松阳县、缙云县、青田县、遂昌县、龙泉县 |
| 785年        | 丽水县、松阳县、缙云县、青田县、遂昌县、龙泉县               |
| 880年        | 丽水县、松阳县、缙云县、青田县、遂昌县、龙泉县               |

唐朝处州刺史
- 李季贞（781年—783年）
- 李舟（782年—783年）
- 李某（789年）
- 齐抗（789年—790年）
- 李铭（贞元年间）
- 崔济（802年）
- 姚骃（804年—806年）
- 李繁（818年）
- 苗稷（819年）
- 韦行立（821年）
- 陈岵（824年）
- 严某（宝历、大和年间）
- 薛某（大和初年）
- 敬僚（829年）
- 韦纾（831年）
- 奚某（832年—834年）
- 崔周衡（840年）
- 李方玄（845年之前）
- 邢群（845年）
- 徐鄑（850年）
- 姜肃（854年）
- 段成式（855年—856年）
- 赵璜（862年）
- 王通古（863年）
- 卢虔灌（873年）
- 陈侁（881年）
- 赵珝（中和年间）
- 华造（中和年间）
- 卢约（883年—907年）
- 崔道纪
- 孔令斌
- 江勣